# أيمن عبد السلام
أيمن عبد السلام (4 يونيو 1985 -)، ممثل سوري.

## حياته ومشواره المهني
كانت أول تجربة له أمام الكاميرا. في فيلم روسي بعنوان «كيبورغ وارتانيان» للمخرج الروسي «فلاديمير نيغاتسوف»، عندما كان طالبا في السنة الثالثة في المعهد العالي للفنون المسرحية، وتدور أحداث الفيلم في فترة الحرب العالمية الثانية، وتم تصويره بدمشق  تخرج من المعهد العالي للفنون المسرحية عام 2011، وكان الأول على دفعته، بعد تخرجه شارك بعدة مسرحيات، 
لكن انطلاقته الحقيقية كانت عام 2011 حيث شارك بثمانية أعمال منها مسلسلات (يوميات مدير عام، سوق الورق، أيام الدراسة)، توالت بعدها أعماله 

## أعماله

### في التلفزيون
- (2024):لعبة حب
- (2023):مربى العز
- (2022):كسر عضم
- (2022):عروس بيروت 3
- (2020):عروس بيروت 2
- (2019):عروس بيروت
- (2018):جيران ج4
- (2017):شبابيك
- (2017):جيران ج2
- (2017):جيران ج3
- (2016):الندم
- (2016):العراب تحت الحزام
- (2016):أحمر
- (2015):تشيللو بدور (بلال)
- (2014): خان الدراويش
- (2014): الحقائب (ضبو الشناتي) بدور (رضوان)
- (2014):القربان
- (2014): حمام شامي
- (2013): انتبهتلي
- (2013): بديع وفهيم
- (2013):فتت لعبت بدور (فراس داغر)
- (2012): أيام الدراسة ج2 بدور (شادي (شوشو))
- (2012):بقعة ضوء ج9
- (2012):إمام الفقهاء
- (2012): طروادة
- (2011):أيام الدراسة بدور (شادي)
- (2011):سوق الورق
- (2011):ملح الحياة
- (2011):في حضرة الغياب
- (2011):شيفون
- (2011):يوميات مدير عام (ج2) بدور (أيمن)

### في السينما
- (2012): الحاسة الثانية
- (2012): العاشق
- (2009):«كيبورغ وارتانيان»

### في المسرح
- (2017): كأنو مسرح
- (2012): «الأرامل»
- (2012): «عالم الدمى»
- (2011): «راجعين»
- (2011):«بشارع الحمرا»
- (2010): «مصباح علاء الدين»
- (2010):«حفار القبور»

### في الإذاعة
- سلسلة فطوم [4]

### جوائز
- لبنان: لقب أفضل وجه جديد على مستوى الوطن العربي لعام 2011 من جريدتي «دار الخليج» و«بيروت اليوم»، وذلك من خلال استفتاء خطي من خمسة نقّاد وخمسة دول عربية.[5]
- سوريا: لقب أفضل ممثل جديد حسب استفتاء إذاعة «روتانا ستايل» 2011

### في الدوبلاج
- شخصيّة «السلطان مصطفى بحرين» في مسلسل «حريم السلطان»
- شخصيّة «عمران» في فيلم «وادي الذئاب».

## وصلات خارجية
- أيمن عبد السلام على موقع IMDb (الإنجليزية)
- أيمن عبد السلام على موقع قاعدة بيانات الأفلام العربية